# 니콜렛 셰리든
니컬렛 셰리든(Nicollette Sheridan, 영어 발음: /ˌnɪkəˈlɛt/, 1963년 11월 21일 ~ )은 영국 출신의 미국 배우이다. 《위기의 주부들》(2004-09)을 통해 2004년 제62회 골든 글로브상 텔레비전 시리즈·미니시리즈·텔레비전 영화 부문 여우조연상 후보에 올랐다.

## 출연 작품

### 영화
- 사랑에 눈뜰 때  (1985)
- 바이러스 (1995)
- 스파이 하드 (1996)
- 비버리 힐스 닌자 (1997)
- 코드 네임 - 클리너 (2007)

### 텔레비전
- 위기의 주부들 (2004-09)
- 다이너스티 (2018-19)